# Alfredo Betâmio de Almeida
Alfredo Betâmio de Almeida (Benavente, 17 de fevereiro de 1920 - Lisboa, 15 de fevereiro de 1985) foi um desenhador português.

## Biografia
Alfredo Betâmio de Almeida concluiu o curso de desenho da Escola Superior de Belas-Artes de Lisboa em 1944. Com vinte e quatro anos inicia a sua actividade profissional no Liceu Pedro Nunes. Ainda em 1944, faz o exame de estágio profissional com o ensaio crítico "Desenho à Vista" e passa a lente efectivo na disciplina de Desenho daquele liceu normal de Lisboa.

Participou nas reformas de Pires de Lima, de 1947/1948 do ensino liceal e do ensino técnico em que foram promovidos discursos pedagógicos fundados numa mesma matriz de "centragem e respeito pela expressão dos alunos". Participa nessa reforma do ensino liceal com a elaboração do programa de Desenho Livre (1º e 2º anos), bem como com o manual escolar: "Compêndio de Desenho para o 1º Ciclo dos Liceus", que como compêndio único, será objeto de sucessivas actualizações entre 1948 e 1967. 

Alfredo Betâmio de Almeida participa ainda na preparou ainda na reforma de Veiga Simão em 1968, sendo autor dos novos programas para o 2º Ciclo dos Liceus. Nos anos 70, torna-se técnico especializado do Ministério da Educação, e como membro da Junta Nacional da Educação, prepara as linhas orientadoras do novo programa de Desenho para o 2º Ciclo (1970).

Após a revolução Portuguesa de 25 de Abril de 1974, é nomeado director-geral do Ensino Liceal sendo no ano seguinte um dos responsáveis pelo lançamento do Novo Ensino Secundário Unificado. Pediu a exoneração deste cargo em 1975. Assume a presidência do Instituto de Tecnologia Educativa - ITE no ano de 1977, cargo que desempenha até o final da vida. 

Em vida manteve contactos próximos com outros autores e personalidades e padagogos da vida cultural e escolar Portuguesa, tais como, Rómulo de Carvalho, Adriano Nunes de Almeida, Júlio de Jesus Martins, António Ribeiro Carreira, António Fernandes Marques da Rocha, Mário Dionísio e Maria Letícia, Abel Salazar, Álvaro Cunhal, António Augusto de Oliveira, António Cunhal, Avelino Cunhal, Cândido Costa Pinto, Cândido Portinari, Carlos de Oliveira, Carlos Scliar, Cipriano Dourado, Germano Santo, João Bailote, Joaquim Arco, Jorge de Oliveira, José Huertas Lobo, José Joaquim Ramos, José Júlio, Júlio, Júlio Pomar, Júlio Resende, Manuel Filipe, Manuel Ribeiro de Pavia, Maria Barreira, Raul Perez, Rogério de Freitas e Vieira da Silva.

Morre no hospital de São José, em Lisboa, no dia 15 de Fevereiro de 1985, sendo considerado a maior autoridade na teoria e prática da Educação Estética e Visual para o Ensino Escolar em Portugal desde os anos 40 aos anos 80 do século passado.

A titulo póstumo, e como reconhecimento do seu papel na divulgação da cultura ribatejana/benaventina, a Câmara Municipal de Benavente atribuiu-lhe o nome a uma rua da edilidade, local onde se encontra a escola básica EB 2º e 3º Ciclos Duarte Lopes Bevante do Agrupamento Vertical de Escolas Duarte Lopes. 

## O Pensamento
Alfredo Betâmio de Almeida, procurava definir os perfis dos professores de Desenho dos Liceus. Ao defender a modalidade de “desenho livre”, este reformador valorizava a atmosfera criativa que o professor de Desenho podia trazer às suas aulas. Para Betâmio de Almeida, o professor devia ser aquele que estimulava as necessidades expressivas da criança ou do adolescente.

Nas palavras de Betâmio de Almeida: "Importa sobremaneira o ambiente da futura sala de Desenho (…) não deve haver muitos alunos, e mais do que a ideia clássica de aula deve pensar‐se numa grande oficina ou atelier onde haja possibilidades de grupos de alunos fazerem trabalhos distintos e terem à mão, fornecidos pela escola, todos os meios necessários e variados para trabalhar (…) caberá ao professor não trazer para a aula a sua visão particular e, antes, estimular cada aluno e a vivência duma harmonia feita por suas próprias mãos".

A par desta faceta de homem da educação coexistem várias outras, designadamente a de artista plástico e a de praticante da história local. Alfredo Betâmio de Almeida manteve uma actividade intensa de pintura em tinta pastel, aguarela e guache, tendo como temáticas predominantes as naturezas mortas e a pintura abstracta, mantendo a família a guarda do seu espólio artístico. 

## Obras Mais Relevantes (Publicações)
"Compêndio de desenho para o 1o ciclo dos liceus"

AUTOR:  Almeida, A. Betâmio de, 1920-1985

PUBLICAÇÃO:  Lisboa : Liv. Studium [deposit.], 1950

"Breve história das casas da Câmara de Benavente"
  
AUTOR:  Almeida, A. Betâmio de, 1920-1985
 
PUBLICAÇÃO:  Benavente : Câmara Municipal, 1954

"Compêndio de desenho" 

AUTOR:  Almeida, A. Betâmio de, 1920-1985 

PUBLICAÇÃO:  Lisboa : Sá da Costa [depos.], [D.L. 1958] 

"Elementos para o estudo dos desenhos das crianças de 10-12anos de idade"
 
AUTOR:  Almeida, A. Betâmio de, 1920-1985
 
PUBLICAÇÃO:  Lisboa : [s.n., D.L. 1959] 

"O desenho no ensino liceal"

AUTOR:  Almeida, A. Betâmio de, 1920-1985 

PUBLICAÇÃO:  Lisboa : [s.n., 1959] 

"Compêndio de desenho para o 1o ciclo do ensino liceal"

AUTOR:  Almeida, A. Betâmio de, 1920-1985 

PUBLICAÇÃO:  Lisboa : Livros Sá da Costa, [D.L. 1962] 

"Alguns aspectos formais do desenho livre no exame de admissão aos liceus no ano de 1964"

AUTOR:  Almeida, A. Betâmio de, 1920-1985 

PUBLICAÇÃO:  [S.l. : s.n., D.L. 1965] ( Lisboa : -- Of. Gráfica) 

"Ensaios para uma didáctica do desenho" 

AUTOR:  Almeida, A. Betâmio de, 1920-1985 

PUBLICAÇÃO:  Lisboa : Livraria Escolar, [c.1967] 

"O convento de Jenicó : 1542-1834" 

AUTOR:  Almeida, A. Betâmio de, 1920-1985 

PUBLICAÇÃO:  Benavente : Câmara Municipal, 1986 

"Pintura"

AUTOR: Alfredo Betâmio de Almeida

PUBLICAÇÃO: Câmara Municipal de Benavente

Ano: 2004

"Textos inevitáveis"   

AUTOR:  Almeida, A. Betâmio de, 1920-1985; Carvalho, Rómulo de, 1906-1997, pref.; Oliveira, Elisabete, ed. lit. 

PUBLICAÇÃO:  Benavente : Câmara Municipal ; Lisboa : Educa, 2007 

## Outra Obras (Desenhos)
"Meia ribatejana" [Visual gráfico]

AUTOR:  Almeida, A. Betâmio de, 1920-1985; Oliveira, Elisabete, tec. graf.; Benavente. Museu Municipal, ed. com. 

PUBLICAÇÃO:  Benavente : Museu Municipal, 1990 ( Águeda: -- Grafinal) 

DESCR. FÍSICA:  1 postal : p&b ; 15x11 cm 

NOTAS:  Desenho original datado de 1940 

"S. Baco" [ Visual gráfico] 

AUTOR:  Almeida, A. Betâmio de, 1920-1985; Oliveira, Elisabete, tec. graf.; Benavente. Museu Municipal, ed. com. 

TÍTULO DESEN:  São Baco 

PUBLICAÇÃO:  Benavente : Museu Municipal, 1990 ( Águeda: -- Grafinal)
 
DESCR. FÍSICA:  1 postal : p&b ; 15x11 cm 

NOTAS:  Desenho original datado de 1956 

"Reconstituição do Palácio Real de Salvaterra de Magos" [ Visual gráfico]

AUTOR:  Almeida, A. Betâmio de, 1920-1985; Oliveira, Elisabete, tec. graf.; Benavente. Museu Municipal, ed. com. 

PUBLICAÇÃO:  Benavente : Museu Municipal, 1990 ( Águeda: -- Grafinal) 

DESCR. FÍSICA:  1 postal : p&b ; 11x15 cm 

NOTAS:  Desenho original datado de 1957 

"O Infante D. Luís fundador do convento de Jenicó / Alfredo Betâmio de Almeida" 

AUTOR: Almeida, A. Betâmio de, 1920-1985 

TÍTULO DESENHO: O Infante Dom Luís fundador do convento de Jenicó 

PUBLICAÇÃO:  [Lisboa : s.n, 1957] 

DESCR. FÍSICA:  22 p. : il. ; 25 cm 

"Reconstituição da 1a Casa da Câmara de Benavente... e pelourinho manuelino" [Visual gráfico]  

AUTOR:  Almeida, A. Betâmio de, 1920-1985; Benavente. Museu Municipal, ed. com. 

PUBLICAÇÃO:  Benavente : Museu Municipal, 1990 ( Águeda: -- Grafinal) 

DESCR. FÍSICA:  1 postal : p&b ; 11x15 cm 

NOTAS:  Desenho original datado de 1954 

"Bordados ribatejanos a ponto-de-cruz, da Barrosa e da Glória do Ribatejo" [Visual gráfico] 

AUTOR:  Almeida, A. Betâmio de, 1920-1985; Oliveira, Elisabete, tec. graf.; Benavente. Museu Municipal, ed. com. 

PUBLICAÇÃO:  Benavente : Museu Municipal, 1990 ( Águeda: -- Grafinal) 

DESCR. FÍSICA:  1 postal : color. ; 15x11 cm 

NOTAS:  Tít. paralelo em inglês 

"Feira de Benavente" [ Visual gráfico]   

AUTOR:  Almeida, A. Betâmio de, 1920-1985; Oliveira, Elisabete, tec. graf.; Benavente. Museu Municipal, ed. com. 

PUBLICAÇÃO:  Benavente : Museu Municipal, 1990 ( Águeda: -- Grafinal)

DESCR. FÍSICA:  1 postal : p&b ; 11x15 cm 

NOTAS:  Tít. paralelo em inglês 

"Miguel Angelo, o atormentado e o divino"  

AUTOR:  Almeida, A. Betâmio de, 1920-1985 

PUBLICAÇÃO:  [S.l. : s.n., D.L. 1965] ( Lisboa : -- [Of. Gráfica]) 

DESCR. FÍSICA:  p. 10-31 : il. ; 25 cm 

NOTAS:  Sep. Rev. Palestra, 21 